# Ильинский, Иван Иванович
Ива́н Ива́нович Ильи́нский(?, Ярославль — 20 (31) марта 1737, Москва) — российский писатель и переводчик.

## Биография
Воспитывался в Московской духовной академии.
По окончании курса служил у князя Д. К. Кантемира. Был воспитателем и преподавателем словесности у его сына князя А. Д. Кантемира и одновременно выполняя работы переводчика для его отца, в том числе перевёл с латинского «Книгу Систиму, или Состояние мухаммеданския религии» (СПб., 1722).
С 1725 года назначен был переводчиком при Академии наук, где снискал расположение И. Д. Шумахера.
Написал «Симфонию, или Согласие на священное четвероевангелие и Деяния святых Апостолов» (СПб., 1733; др. изд. 1761, 1821).
В доме Кантемиров вёл дневник «Notationes quotidianae», часть которого была напечатана П. П. Пекарским в книге «Наука и литература в России при Петре Великом» (в 2-х тт. — СПб., 1862).